# Rubén Ramírez Hidalgo
Pour les articles homonymes, voir Rubén Ramírez, Ramírez et Hidalgo.
Ramírez  Hidalgo est un nom espagnol. Le premier nom de famille, en général paternel, est Ramírez ; le second, en général maternel, souvent omis, est Hidalgo.
Rubén Ramírez Hidalgo, né le 6 janvier 1978 à Alicante, est un joueur de tennis professionnel espagnol, professionnel entre 1998 et 2017.

## Carrière
Habitué du circuit Challenger, il en a remporté 11 en simple et 21 en double dont 9 avec Santiago Ventura. Ayant fait partie pendant plus d'une dizaine d'années des 150 meilleurs mondiaux, il a fait plusieurs incursions dans le top 100 et notamment en 2006 où il réalise les plus belles performances de sa carrière, lui permettant d'atteindre la 50e place : demi-finales à Viña del Mar, Amersfoort et Palerme, huitièmes de finale à Rome, New Haven et Roland-Garros. En Amérique du Sud, il bat deux joueurs du top 10 : Gastón Gaudio, 8e (6-76, 6-1, 6-4) et Guillermo Coria, 7e (7-5, 6-2). À Rome, il écarte l'ancien n°1 mondial Marat Safin au second tour 0-6, 7-66, 7-63 après avoir été mené 6-0, 4-0. Il élimine également David Ferrer, 15e mondial au 3e tour à Paris (7-64, 7-5, 6-4). Enfin, il renverse le n°5 James Blake à New Haven (2-6, 7-66, 7-64) après avoir été mené d'un break dans les deux dernières manches ainsi que dans chaque jeu décisif.
En 2008, il atteint le second tour du Masters de Monte-Carlo après avoir battu Gilles Simon. Il joue ensuite le n°1 mondial Roger Federer et parvient à mener 5-1 dans le troisième set avant de s'incliner 6-1, 3-6, 7-61. En 2011, il réalise sa dernière performance notable dans un tournoi du Grand Chelem lorsqu'il bat Marin Čilić à Roland-Garros (7-65, 6-4, 6-4).
Il a fait ses débuts sur le circuit ATP en 2001 à l'occasion de l'Open de Roumanie, il a participé à plus de 130 tournois et a atteint 5 demi-finales et 14 quarts de finale, le dernier à Houston en 2013. En double, il a disputé trois finales consécutives avec Albert Montañés début 2007.
Grand spécialiste de la terre battue, Rubén Ramírez Hidalgo y a joué plus de 1 000 matchs et remporté la quasi-intégralité de ses titres. Sur surface dure, ses seules performances sont un titre à Pozoblanco, une finale à Chengdu et une victoire au 1er tour de l'US Open en 2012 contre Somdev Devvarman. Il compte également une victoire en salle mais aucune sur gazon.
En 2015, il fait une apparition sur l'ITF Senior Tour et remporte l'ITF Young Seniors Teams Italia Cup avec l'Espagne.
En 2016, il devient le premier joueur à avoir remporté plus de 400 matchs sur le circuit Challenger. Il détenait déjà le record de 300 victoires, acquis en 2012. Joueur le plus âgé encore actif en simple, il se résout à mettre un terme à sa carrière fin 2017 à 39 ans.

## Palmarès

### Titre en simple
Il a remporté 11 tournois Challenger en simple, ainsi que 7 tournois Futures.
- 2002 : Brașov, Barcelone
- 2003 : Košice
- 2005 : Ljubljana
- 2008 : La Serena
- 2010 : Rabat, Košice, Pozoblanco
- 2012 : San Luis Potosí, Tunis
- 2013 : Panama

### Finale en simple
Aucune

### Titre en double
Aucun

### Finales en double (3)
| No | Date       | Nom et lieu du tournoi      | Catégorie   | Surface      | Vainqueurs                      | Partenaire      | Score            |          |
| -- | ---------- | --------------------------- | ----------- | ------------ | ------------------------------- | --------------- | ---------------- | -------- |
| 1  | 29/01/2007 | Movistar Open Viña del Mar  | Int' Series | Terre (ext.) | Paul Capdeville Óscar Hernández | Albert Montañés | 4-6, 6-4, [10-6] | Parcours |
| 2  | 12/02/2007 | Brasil Open Costa do Sauípe | Int' Series | Terre (ext.) | Lukáš Dlouhý Pavel Vízner       | Albert Montañés | 6-2, 7-64        | Parcours |
| 3  | 19/02/2007 | Copa Telmex Buenos Aires    | Int' Series | Terre (ext.) | Martín García Sebastián Prieto  | Albert Montañés | 6-4, 6-2         | Parcours |

## Parcours dans les tournois duGrand Chelem

### En simple
| Année | Open d'Australie | Open d'Australie | Internationaux de France | Internationaux de France | Wimbledon       | Wimbledon   | US Open         | US Open        |
| ----- | ---------------- | ---------------- | ------------------------ | ------------------------ | --------------- | ----------- | --------------- | -------------- |
| 2003  | —                | —                | —                        | —                        | —               | —           | 1er tour (1/64) | D. Sanguinetti |
| 2004  | 1er tour (1/64)  | J. Vacek         | 1er tour (1/64)          | G. Elseneer              | 1er tour (1/64) | T. Henman   | —               | —              |
| 2005  | —                | —                | —                        | —                        | —               | —           | —               | —              |
| 2006  | —                | —                | 1/8 de finale            | I. Ljubičić              | 1er tour (1/64) | M. Mirnyi   | 1er tour (1/64) | Lee H-t.       |
| 2007  | 1er tour (1/64)  | T. Robredo       | 1er tour (1/64)          | S. Wawrinka              | 1er tour (1/64) | W. Eschauer | 1er tour (1/64) | G. Cañas       |
| 2008  | —                | —                | —                        | —                        | —               | —           | —               | —              |
| 2009  | —                | —                | —                        | —                        | —               | —           | 1er tour (1/64) | J. Blake       |
| 2010  | —                | —                | —                        | —                        | —               | —           | 1er tour (1/64) | D. Brown       |
| 2011  | 1er tour (1/64)  | I. Marchenko     | 2e tour (1/32)           | A. Montañés              | 1er tour (1/64) | R. De Voest | —               | —              |
| 2012  | —                | —                | 1er tour (1/64)          | M. Raonic                | 1er tour (1/64) | M. Fish     | 2e tour (1/32)  | S. Querrey     |
| 2013  | 1er tour (1/64)  | Lu Y-h.          | —                        | —                        | —               | —           | —               | —              |

N.B. : à droite du résultat se trouve le nom de l'ultime adversaire.

### En double
| Année | Open d'Australie           | Open d'Australie       | Internationaux de France       | Internationaux de France | Wimbledon                   | Wimbledon              | US Open                     | US Open                    |
| ----- | -------------------------- | ---------------------- | ------------------------------ | ------------------------ | --------------------------- | ---------------------- | --------------------------- | -------------------------- |
| 2004  | 1er tour (1/32) D. Sánchez | W. Black K. Ullyett    | 1er tour (1/32) J. I. Carrasco | L. Paes D. Rikl          | 1er tour (1/32) D. Ferrer   | N. Davydenko A. Fisher | —                           | —                          |
| 2005  | —                          | —                      | —                              | —                        | —                           | —                      | —                           | —                          |
| 2006  | —                          | —                      | —                              | —                        | 1er tour (1/32) A. Martín   | I. Labadze D. Vemić    | 1er tour (1/32) A. Montañés | J. Coetzee R. Wassen       |
| 2007  | 2e tour (1/16) S. Roitman  | J. Björkman M. Mirnyi  | 1er tour (1/32) A. Montañés    | J. Coetzee R. Wassen     | 1er tour (1/32) A. Montañés | S. Lipsky D. Martin    | 1er tour (1/32) A. Montañés | F. Čermák L. Friedl        |
| 2008  | —                          | —                      | —                              | —                        | —                           | —                      | —                           | —                          |
| 2009  | —                          | —                      | —                              | —                        | —                           | —                      | 2e tour (1/16) N. Almagro   | L. Dlouhý L. Paes          |
| 2010  | —                          | —                      | —                              | —                        | —                           | —                      | 2e tour (1/16) D. Marrero   | W. Moodie D. Norman        |
| 2011  | 1/8 de finale D. Marrero   | E. Butorac J.-J. Rojer | 2e tour (1/16) C. Berlocq      | J. Benneteau N. Mahut    | 1er tour (1/32) F. Gil      | M. Llodra N. Zimonjić  | —                           | —                          |
| 2012  | —                          | —                      | 1er tour (1/32) A. Ramos       | M. Llodra N. Zimonjić    | 1er tour (1/32) A. Ramos    | A. Clément M. Llodra   | 1er tour (1/32) A. Ramos    | B. Paire É. Roger-Vasselin |

N.B. : le nom du ou de la partenaire se trouve sous le résultat ; le nom des ultimes adversaires se trouve à droite.

## Parcours dans lesMasters 1000
| Année | Indian Wells         | Miami               | Monte-Carlo        | Rome                   | Hambourg puis Madrid | Canada | Cincinnati | Madrid puis Shanghai | Paris |
| ----- | -------------------- | ------------------- | ------------------ | ---------------------- | -------------------- | ------ | ---------- | -------------------- | ----- |
| 2004  | 1er tour N. Lapentti | 1er tour R. Ginepri | —                  | 1er tour H. Arazi      | —                    | —      | —          | —                    | —     |
| 2005  | —                    | —                   | —                  | —                      | —                    | —      | —          | —                    | —     |
| 2006  | —                    | —                   | —                  | 1/8 de finale M. Ančić | —                    | —      | —          | —                    | —     |
| 2007  | —                    | 1er tour G. Gaudio  | —                  | —                      | —                    | —      | —          | —                    | —     |
| 2008  | —                    | —                   | 2e tour R. Federer | —                      | —                    | —      | —          | —                    | —     |
| 2009  | —                    | —                   | —                  | —                      | —                    | —      | —          | —                    | —     |
| 2010  | —                    | —                   | —                  | —                      | —                    | —      | —          | —                    | —     |
| 2011  | 1er tour R. Mello    | 2e tour T. Berdych  | —                  | —                      | —                    | —      | —          | —                    | —     |

N.B. : sous le résultat se trouve le nom de l’ultime adversaire.